# 长清大学科技园

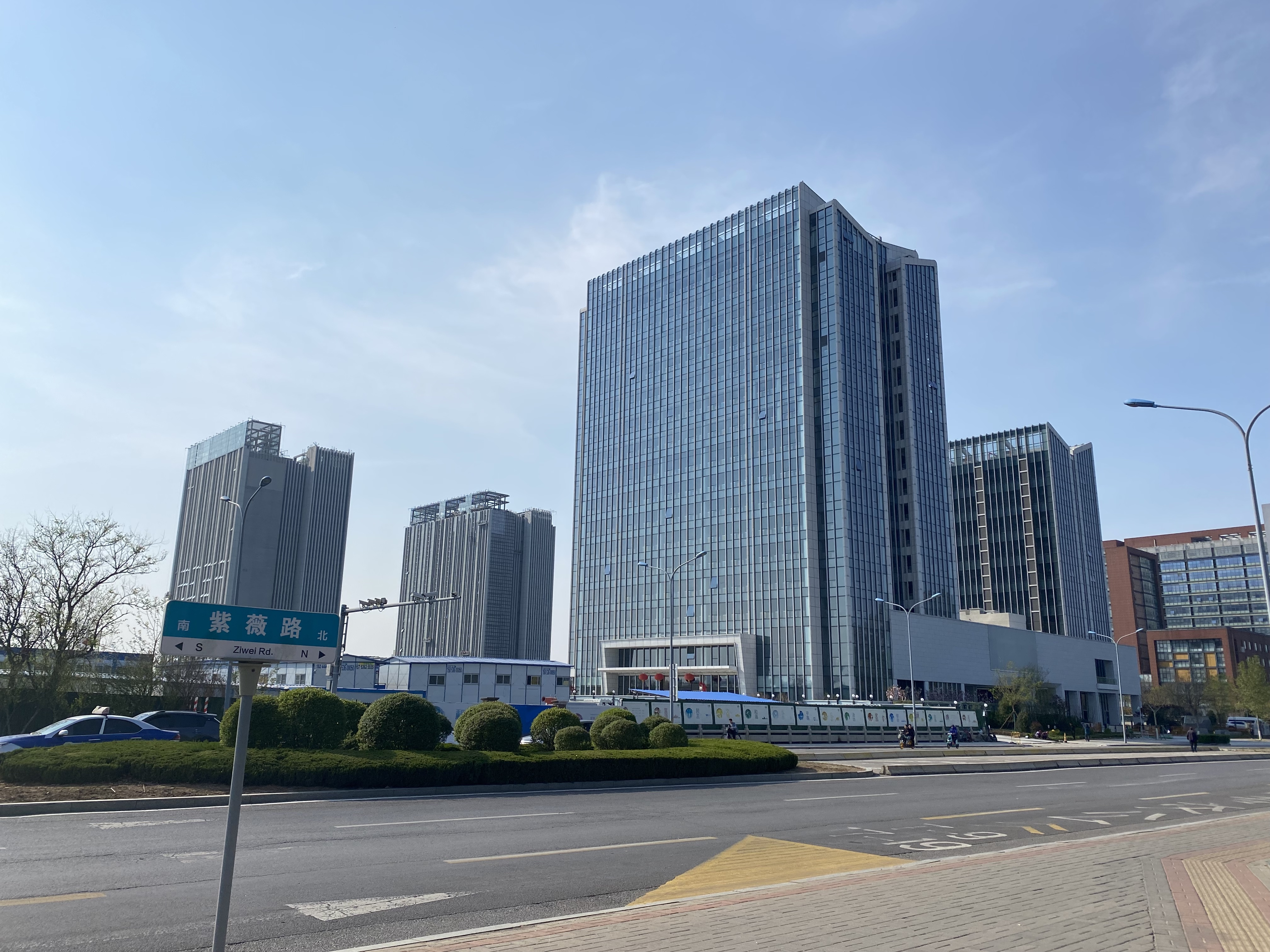
长清大学城中心商务区

长清大学科技园（也称：长清大学城）是位于山东省济南市长清区的一处高等学校聚集区，规划总面积43平方公里，可建设用地范围面积为32平方公里，控规规划总人口约32万人，是济南市新规划两翼展开中西部片区的亮点工程，以学历教育为主。长清大学城于2003年开工程建设，园区内各高校于2005年陆续进驻。

## 区位
长清大学城位于济南市区西南方，长清城区以东，东至104国道、京台高速公路，西北至济广高速，南起崮山镇以南一带山体，属于济南市长清区崮云湖街道办事处。大学城距离长清区中心约6公里，距离济南市区约20公里，周围有G3京台高速、G35济广高速以及104国道接入。

## 交通

### 公共交通
- 济南地铁1号线：方特-工研院

主要站点：方特站、济南西站、大杨站、王府庄站、玉符河站、赵营站、紫薇路站、大学城站、园博园站、创新谷站、工研院站
- 20路：公交营运中心-市立五院

主要站点：公交营运中心、大杨庄（齐鲁大道南口）、经十路齐州路（槐荫区政府）、腊山立交桥、纬十二路经二路（华联商厦）、营市街（市立五院）
- 22路：公交营运中心-市立五院

主要站点：公交营运中心、中医药大学、齐鲁工业大学、山东女子学院、工艺美院西门、山东师范大学、南桥、北桥、罗而庄、重骑集团、山东力明学院、党家庄、文庄、七贤广场、济南大学、青龙山长途客运站、王官庄、试验机厂、市立五院
- 24路：公交营运中心-工艺美院西门

主要站点：公交营运中心、山东管理学院、交通学院长清校区、中医药大学东门、齐鲁工业大学东门、山东艺术学院、山东女子学院、山东师范大学、工艺美院西门
- 25路：公交营运中心-天润小区

主要站点：公交营运中心、省劳动技术学院南门、山东女子学院、齐鲁工业大学、中医药大学、长清一中、宾谷街、天润小区
- 134路：公交营运中心-济南幼儿师范

主要站点：公交营运中心、中医药大学、交通学院长清校区、济南幼儿师范
- 141路：方特东方神画-灵岩路玉符街

主要站点：方特东方神画、大杨庄（齐鲁大道南口）、齐鲁汽车生活广场、省劳动技术学院、齐鲁工业大学宿舍、中医药大学、公交营运中心、灵岩路玉符街
- K301路：公交营运中心-山东技师学院

主要站点：公交营运中心、中医药大学、齐鲁工业大学、山东女子学院、山东师范大学、山东力明学院、济南大学、青龙山长途客运站、省体育中心、千佛山、省立医院东院区、高新开发区、田庄东（山东建筑大学、山东体育学院）、邢村立交桥、山东青年政治学院、山东现代学院、章丘中学、山东旅游职业学院、齐鲁理工学院、山东技师学院
- K302路：公交营运中心-泺口汽车站

主要站点：泺口汽车站、长途汽车站、火车站、华联商厦（经二纬十二）、公交营运中心、中医药大学、交通学院长清校区、山东女子学院、山东师范大学、南桥、北桥、重骑集团、山东力明学院、文庄、七贤广场、济南大学、青龙山长途客运站、纬十二路经二路（华联商厦）、西市场、火车站、长途汽车站、泺口汽车站

### 高速公路
- G3京台高速崮山出入口
- G35济广高速长清出入口

## 入驻学校

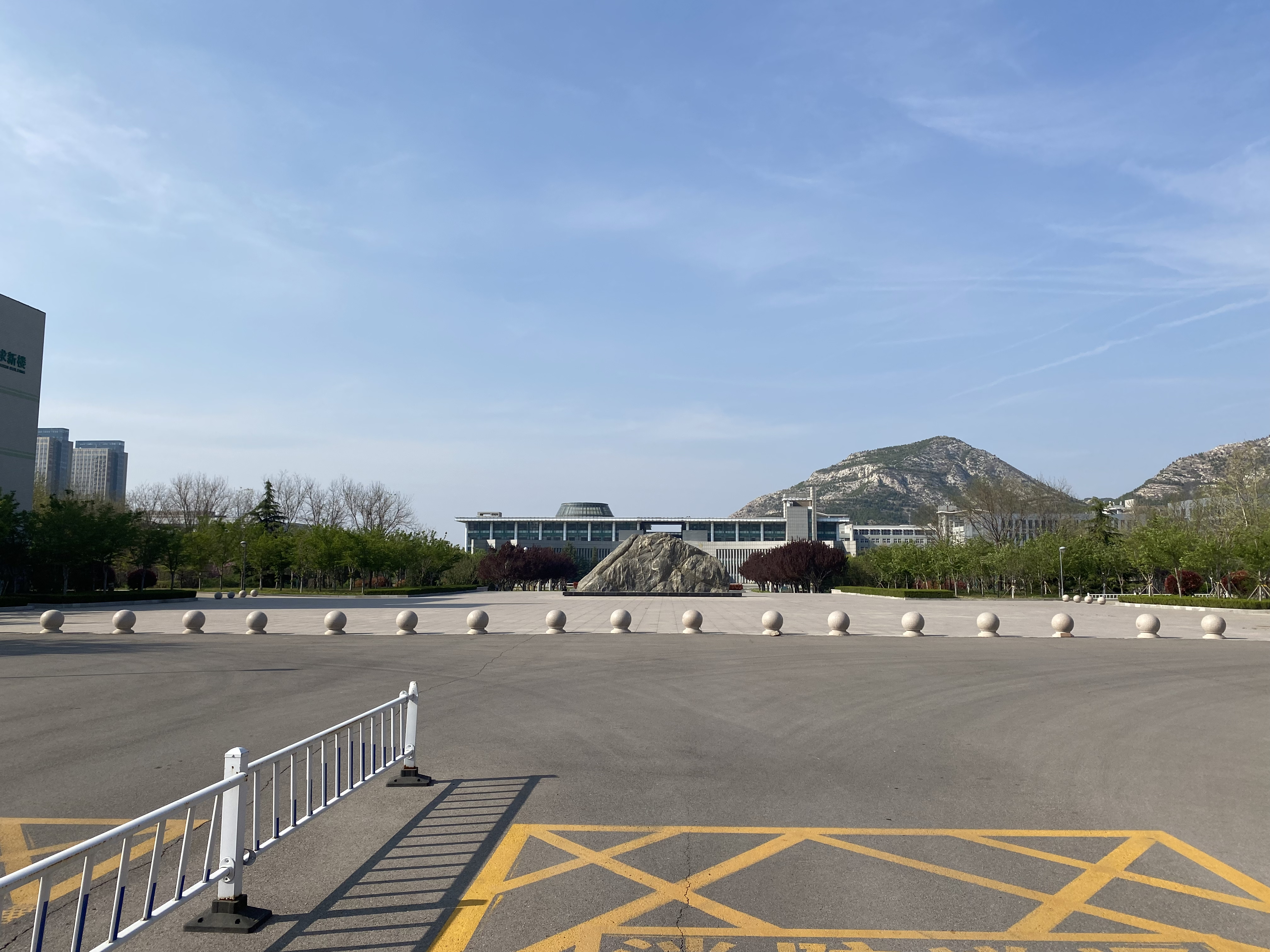
位于大学城东侧的山东女子学院

- 山东师范大学
- 山东工艺美术学院
- 山东女子学院
- 齐鲁工业大学
- 山东中医药大学
- 山东艺术学院
- 山东交通学院
- 山东管理学院
- 山东劳动职业技术学院
- 济南幼儿师范高等专科学校
- 山东圣翰财贸职业学院
- 山东省社会主义学院

## 长青联盟
2018年，驻长清大学城多所高等院校成立了大学联合组织长青联盟。旨在资源联合，共同推进教育进步。

## 园区规划

### 功能结构
大学科技园片区城市功能结构为“一轴、一带、两心、多组团”：一轴即生态景观轴，一带即公共设施带，两心即城市功能综合中心和现代产业综合中心，多组团即高校、居住、研发产业、生态旅游、休闲度假等多个功能组团。

### 规划定位
大学科技园规划为山东省高级人才培养基地；科学研究和信息交流中心；学、研、产一体化发展；环境生态化、运转信息化的城市新区。

## 园区建设

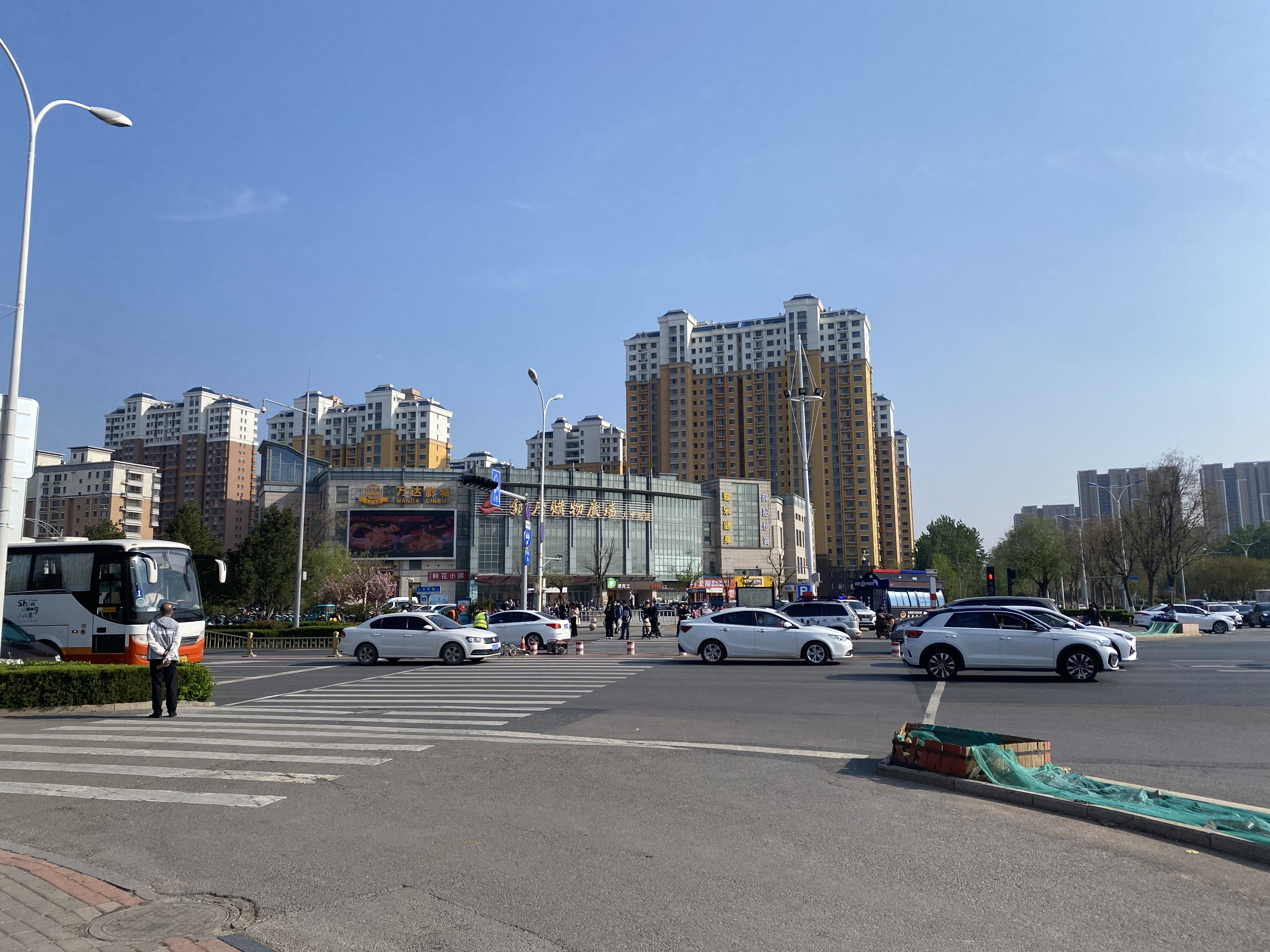
山东女子学院南侧的综合商业区

### 商业街
商业街处于大学科技园核心位置，包括银座商业街、山东数娱广场、三庆·青年城。该商业街涵盖服饰、餐饮、休闲、娱乐等多种复合业态，商铺面积从10平方米到2000平方米不等。

### 公交营运中心
公交营运中心位于济广高速西侧与大学路交汇处，此公交场站是20路、22路、24路、25路、K141路、K301路、K302路的始发站。可运送乘客到达济南大学、市立五院、华联商厦、火车站以及长途汽车站等站点。

### 济南国际园博园
济南国际园博园是第七届中国国际园林花卉博览会的举办地，位于济南市长清区大学科技园长清湖及其周边区域，占地面积5176亩。

## 争议

### 交通
长清大学城与济南市区距离较远，而且交通设施不便。由于公交线路较少，大学城内黑车较多，隐患极大。大学城内地铁已经完成施工，济南地铁1号线于2019年1月1日试运营，2019年4月1日正式运营。除此以外另有8条公交线路。

### 医疗
大学城师生反映看病就医问题严重，偌大一个大学城，至今没一家大医院。2022年9月13日，位于大学城片区大学城地铁站西侧的的山东中医药大学附属医院大学城医院正式开业。

### 商业
整个大学城内仅有一处商业街，不能满足广大师生的购物需求。